# Belemnia inaurata
Belemnia inaurata är en fjärilsart som beskrevs av Pieter Cramer 1777. Belemnia inaurata ingår i släktet Belemnia och familjen björnspinnare. Inga underarter finns listade i Catalogue of Life.

## Bildgalleri

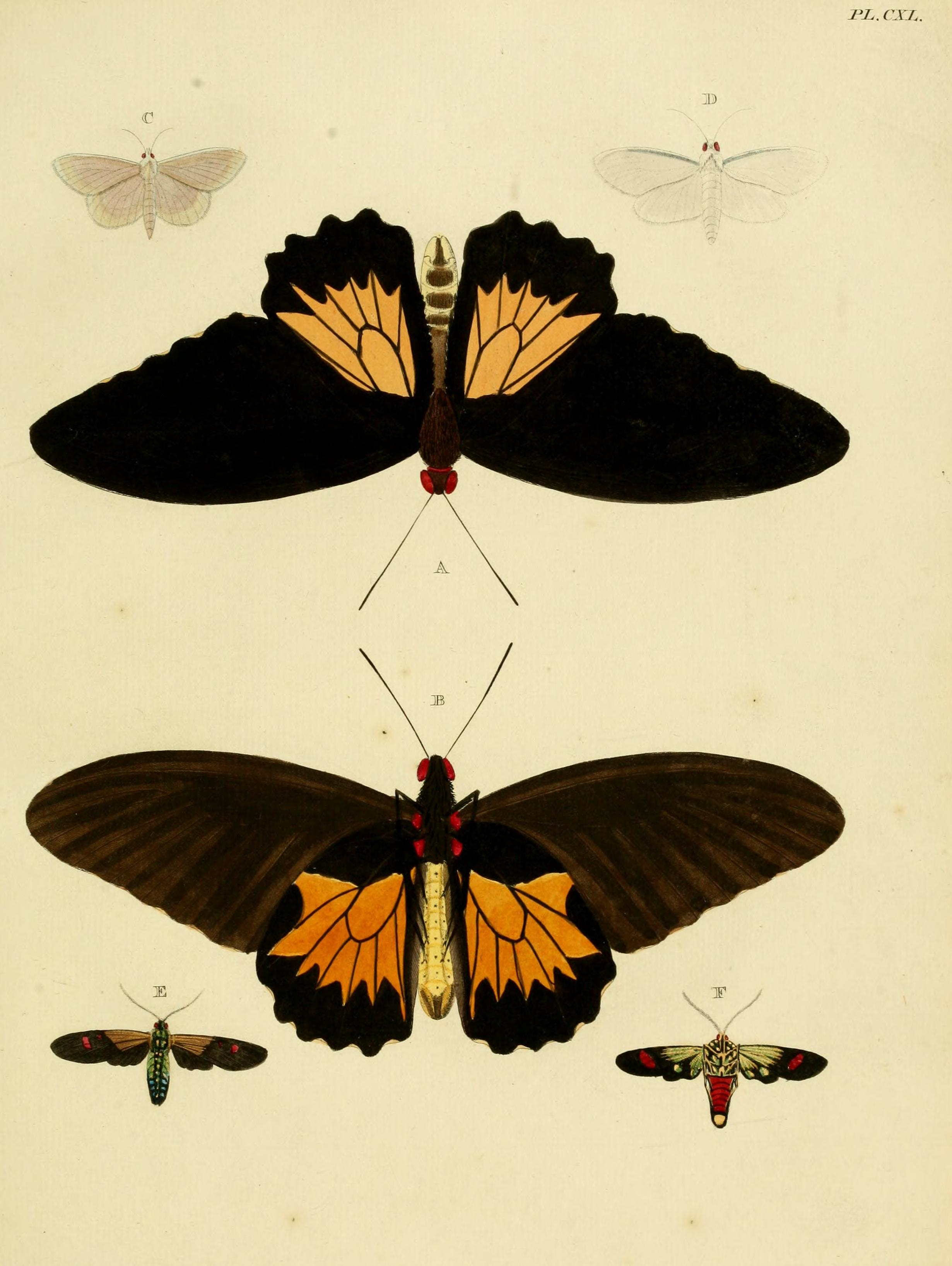